# Храми Чортківського району
Станом на вересень 2019 року в Чортківському районі діє 82 церкви та молитовних домів різних конфесій: 45 греко-католицьких, 31 православних і 6 римо-католицьких.

## Нині діючі храми

### Греко-католицькі храми
| Парафії                                           | Населені пункти       | Парохи                                                       | Світлини |
| ------------------------------------------------- | --------------------- | ------------------------------------------------------------ | -------- |
| Преображення Господнього                          | с. Бичківці           | о. Іван Мельник                                              |          |
| Воздвиження Чесного Хреста                        | с. Біла               | о. Володимир Заболотний (парох)                              |          |
| Преображення Господнього                          | с. Білобожниця        | о. Андрій Мельник (протопресвітер) Мар'ян Лемчук (сотрудник) |          |
| Різдва Пресвятої Богородиці                       | с. Горішня Вигнанка   | о. Володимир Логуш                                           |          |
| Зіслання Святого Духа                             | смт Заводське         | о. Володимир Білінчук                                        |          |
| Святих чудотворців і безсрібників Косми і Дам'яна | с. Ридодуби           | о. Андрій Мельник (протопресвітер) Мар'ян Лемчук (сотрудник) |          |
| Успіння Пресвятої Богородиці                      | с. Скородинці         | о. Іван Мельник                                              |          |
| Покрови Пресвятої Богородиці                      | с. Антонів            | о. Дмитро Подоба                                             |          |
| Покрови Пресвятої Богородиці                      | с. Базар              | о. Ігор Ракочий                                              |          |
| Успіння святої Анни                               | с. Джурин             | о. Михайло Дмитрик                                           |          |
| Пресвятої Тройці                                  | с. Заболотівка        | о. Ігор Лесюк                                                |          |
| Різдва Пресвятої Діви Марії                       | с. Звиняч             | о. Василь Лехняк                                             |          |
| Перенесення мощей святого Миколая                 | с. Капустинці         | о. Михайло Ковальчук                                         |          |
| Введення в храм Пресвятої Богородиці              | с. Косів              | о. Василь Лехняк                                             |          |
| Святого Воскресіння Христового                    | с. Милівці            | о. Михайло Ковальчук                                         |          |
| Святої Параскевії Терновської                     | с. Мухавка            | о. Дмитро Ненчин                                             |          |
| Успіння Пресвятої Богородиці                      | с. Нагірянка          | о. Роман Шлапак (парох) о. Дмитро Ненчин (сотрудник)         |          |
| Святого Миколая                                   | с. Полівці            | о. Михайло Дмитрик                                           |          |
| Перенесення мощей святого отця Миколая            | с. Росохач            | о. Богдан Шкільницький                                       |          |
| Перенесення мощей святого Миколая                 | с. Свидова            | о. Дмитро Подоба                                             |          |
| Воздвиження Чесного Хреста Господнього            | с. Скомороше          | о. Василь Лехняк                                             |          |
| Покрови Пресвятої Богородиці                      | с. Сосулівка          | о. Володимир Заболотний                                      |          |
| Введення в храм Пресвятої Діви Марії              | с. Стара Ягільниця    | о. Олег Капулов                                              |          |
| Собору Пресвятої Богородиці                       | с. Улашківці          | о. Ігор Лесюк                                                |          |
| Успіння Пресвятої Богородиці                      | с. Черкавщина         | о. Олег Капулов                                              |          |
| Святого архістратига Михаїла                      | с. Шульганівка        | о. Роман Гончарик                                            |          |
| Вознесіння Ісуса Христа                           | с. Ягільниця          | о. Олег Ольховецький                                         |          |
| Покрови Пресвятої Богородиці                      | с. Босири             | о. Любомир Павлик                                            |          |
| Успіння Пресвятої Богородиці                      | с. Васильків          | о. Василь Бучинський                                         |          |
| Покрови Пресвятої Богородиці                      | с. Великі Чорнокінці  | о. Богдан Недільський                                        |          |
| Святого Архістратига Михаїла                      | с. Залісся            | о. Богдан Недільський                                        |          |
| Святого апостола Івана Богослова                  | с. Зелена             | о. Любомир Павлик                                            |          |
| Святого Миколая                                   | с. Колиндяни          | о. Богдан Недільський                                        |          |
| Святого Миколая Чудотворця                        | с. Коцюбинчики        | о. Любомир Павлик                                            |          |
| Усікновення голови святого Івана Хрестителя       | с. Кривеньке          | о. Григорій Шафран                                           |          |
| Святої первомучениці Теклі                        | с. Малі Чорнокінці    | о. Віталій Паламар                                           |          |
| Успення Пресвятої Богородиці                      | с. Пробіжна           | о. Зиновій Пасічник                                          |          |
| Введення в храм Пресвятої Богородиці              | с. Сокиринці          | о. Любомир Павлик                                            |          |
| Введення в храм Пресвятої Богородиці              | с. Тарнавка           | о. Віталій Паламар                                           |          |
| Пресвятої Трійці                                  | с. Товстеньке         | о. Григорій Шафран                                           |          |
| Різдва Пресвятої Богородиці                       | с. Чорнокінецька Воля | о. Віталій Паламар                                           |          |
| Святих Косми і Дам'яна                            | с. Шманьківці         | о. Зиновій Пасічник                                          |          |
| Святого Юрія                                      | с. Шманьківчики       | о. Роман Литвинів                                            |          |

### Православні— ПЦУ
| Назва                                                    | Розташування                           | Настоятелі                 | Фото |
| -------------------------------------------------------- | -------------------------------------- | -------------------------- | ---- |
| Святого апостола і євангеліста Іоана Богослова           | с. Бичківці                            | о. Мирослав Ткачук         |      |
| Різдва Пресвятої Богородиці                              | с. Біла                                | о. Богдан Верхомій         |      |
| Святого апостола Андрія Первозваного                     | с. Біла (мікрорайони Кадуб, Золотарка) | о. Іван Сиротич            |      |
| Покрови Пресвятої Богородиці                             | с. Білий Потік                         | о. Мирослав Ткачук         |      |
| Преображення Господнього                                 | с. Білобожниця                         | о. Михайло Кравчук         |      |
| Святого апостола і євангеліста Іоана Богослова           | с. Давидківці                          | о. Стефан Кричковський     |      |
| Успіння праведної Анни                                   | с. Джурин                              | о. Степан Кацан            |      |
| Різдва Пресвятої Богородиці                              | с. Джуринська Слобідка                 | о. Степан Кацан            |      |
| Святого апостола Андрія Первозваного                     | смт Заводське                          | о. Антон Яворський         |      |
| Святого Архістратига Михаїла                             | с. Залісся                             | о. Богдан Слонь            |      |
| Різдва Пресвятої Богородиці                              | с. Звиняч                              | о. Михайло Ткачук          |      |
| Святого Архістратига Михаїла                             | с. Калинівщина                         | о. Любомир Фінковський     |      |
| Святителя Миколая Чудотворця                             | с. Капустинці                          | о. Богдан Гагавчук         |      |
| Святого Миколая, Архієпископа Мир Лікійських, Чудотворця | с. Колиндяни                           | о. Стефан Кричковський     |      |
| Введення в храм Пресвятої Богородиці                     | с. Косів                               | о. Богдан Єдинак           |      |
| Благовіщення Пресвятої Богородиці                        | с. Криволука                           | о. Василь Колісник         |      |
| Воскресіння Христового                                   | с. Милівці                             | о. Богдан Гагавчук         |      |
| Успіння Пресвятої Богородиці                             | с. Палашівка                           | о. Василь Колісник         |      |
| Святого рівноапостольного князя Володимира Великого      | с. Переходи                            | о. Ярослав Ковальчук       |      |
| Святителя Миколая Чудотворця                             | с. Полівці                             | о. Ігор Левенець           |      |
| Святих великомучеників і безсрібників Косми і Даміана    | с. Ридодуби                            | о. Михайло Кравчук         |      |
| Воздвиження Чесного Хреста Господнього                   | с. Ромашівка                           | о. Богдан Єдинак           |      |
| Святителя Миколая Чудотворця                             | с. Росохач                             | о. Роман Глубіш            |      |
| Святої Тройці                                            | с. Семаківці                           | о. Любомир Фінковський     |      |
| Святого великомученика Димитрія Солунського              | с. Скомороше                           | о. Михайло Ткачук          |      |
| Успіння Пресвятої Богородиці                             | с. Скородинці                          | о. Мирон Заяць             |      |
| Покрови Пресвятої Діви Марії                             | с. Сосулівка                           | о. Роман Глубіш            |      |
| Успіння Пресвятої Богородиці                             | с. Угринь                              | о. Микола Ференц           |      |
| Святих безсрібників Косми і Даміана                      | с. Шманьківці                          | о. Володимир Лижечко       |      |
| Святого великомученика Юрія Переможця                    | с. Шманьківчики                        | о. Володимир Сваричевський |      |

### Римо-католицькі
| Назва                                           | Конфесія | Роки спорудження | Розташування  | Фото | Короткі відомості        |
| ----------------------------------------------- | -------- | ---------------- | ------------- | ---- | ------------------------ |
| Костел Небовзяття Пресвятої Діви Марії          | РКЦ      | ?—1894           | с. Залісся    |      | Ксьондз Станіслав Жаль   |
| Костел святого Антонія Падуанського             | РКЦ      | 1846—1854        | с. Косів      |      | Ксьондз Мар'ян Попеляр   |
| Костел Преображення Господнього                 | РКЦ      | ?—1910           | с. Пробіжна   |      | Ксьондз Станіслав Жаль   |
| Василіянський монастир святого Івана Хрестителя | РКЦ      | ?                | с. Улашківці  |      | Ксьондз Теодозій Кренцул |
| Костел святої Марії Магдалини                   | РКЦ      | ?—1912           | с. Шманьківці |      | Ксьондз Станіслав Жаль   |
| Костел святого Йоана Непомуки                   | РКЦ      | 2002—2003        | с. Переходи   |      | Ксьондз Ярослав          |
| Костел Успіння Пресвятої Діви Марії             | РКЦ      | ?—1842           | с. Ягільниця  |      | Ксьондз Володимир        |